# Campo Alegre do Fidalgo
Campo Alegre do Fidalgo é um município brasileiro do estado do Piauí. Localiza-se a uma latitude 08º22'32" sul e a uma longitude 41º50'08" oeste, estando a uma altitude de 330 metros. Possui uma área de 755.529 km². Sua população é de 4.605 habitantes.
O município foi criado em 1995 pela Lei Estadual 4.810 de 27 de dezembro de 1995, sendo instalado em 1 de janeiro de 1997 e desmembrado dos municípios de São João do Piauí e Lagoa do Barro do Piauí.
Segundo o Censo 2022 sua população é de cerca de 4.605 habitantes, sendo que 74% desse total são residentes da zona rural. A Economia gira basicamente em torno dos setores primário e terciário. Até 2011, cerca de 79,6% do PIB do município era proveniente da prestação de serviços.

## Subdivisões

### Subdivisão geográfica
- Mesorregião do Sudeste Piauiense;
- Microrregião do Alto Médio Canindé.

### Subdivisão de planejamento
O “Planejamento Participativo para o Desenvolvimento Sustentável” é um recurso, cunhado pelo Governo do Estado, que visa desenvolver um amplo e participativo processo de planejamento territorial. Além de definir estratégias de desenvolvimento de médio e longo prazo, tal planejamento tem como ênfase a elaboração e implementação de planos regionais, tornando fundamental a participação efetiva dos municípios e comunidades.
No plano estadual de desenvolvimento o município se situa:
- Macrorregião dos Semiáridos Piauienses;
- Território Integrado da Serra da Capivara;
- Aglomerado 17.

## Geografia

### Relevo
A região apresenta solos, em grande parte provenientes das alterações de arenitos, itabiritos, xistos e quartzitos, geralmente configuram solos jovens, rasos ou pouco espessos, pedregosos. Dentre os solos regionais predominam latossolos álicos e distróficos de textura média a argilosa.
As formas de relevo compreendem superfícies tabulares reelaboradas, relevo plano com partes suavemente onduladas e altitudes variando de 150 a 300 metros; superfícies tabulares cimeiras, com relevo plano, altitudes entre 400 a 500 metros, com grandes mesas recortadas e superfícies onduladas com relevo movimentado, encostas simples e acentuadas de vales tectônicos, prolongamentos residuais de chapadas, além de algumas elevações, como serras, morros e colinas, com altitudes de150 a 500 metros.

### Formações de Solo
O município apresenta uma grande variedade de formações geológicas ao longo da sua extensão.
A geologia do município é constituída predominantemente por rochas sedimentares da Bacia do Parnaíba, além de areias argilas e cascalhos que formam as Coberturas Colúvio-Eluviais de idade tércio-quaternária. Em cerca de 20% da superfície do município predominam as rochas pré-cambrianas pertencentes ao Embasamento Cristalino, representado por Granitos e pelo Complexo Brejo Seco.
Das unidades presentes no município destacamos os dois grandes grupos:
COBERTURA SEDIMENTAR
- Coberturas Colúvio-Eluviais: areias, argilas, cascalhos;
- Formação Pimenteiras: arenito, folhelho, siltito;
- Grupo Serra Grande: arenito, conglomerado, folhelho, siltito.

EMBASAMENTO CRISTALINO
- Granitos;
- Complexo Brejo Seco: filito, itabirito, xisto, quartzito.

## Aspectos Sociais

### Demografia
Em 2000, a população era de 4.451 habitantes, permanecendo nessa mesma faixa também no censo de 2007. Já em 2010, o número de habitantes passou para 4.696. O índice de urbanização do município é de 26%, tendo assim, grande parte da sua população ligada ao contexto camponês. No âmbito da educação, estima-se que 58% da população acima de 10 anos de idade já seja alfabetizada.
Entre 2000 e 2010, a população de Campo Alegre do Fidalgo teve uma taxa média de crescimento anual de 2,49%. Já de 1991 a 2000, a taxa média de crescimento anual foi de -2,00%. Nas últimas décadas o índice de crescimento da urbanização no município tem permanecido em 0,00%.
Por outro lado, a mortalidade infantil no município reduziu 49%, passando de 51,1 por mil nascidos vivos em 2000 para 25,8 por mil nascidos vivos em 2010.

### Indicadores Sociais

#### IDH
Atualmente o Índice de Desenvolvimento Humano Municipal de Campo Alegre do Fidalgo é 0,537. O município ainda está situado na faixa de Desenvolvimento Humano Baixo.
Entre 1991 e 2000, a dimensão que mais cresceu em termos absolutos foi Longevidade, seguida por Educação e por Renda. Campo Alegre do Fidalgo teve um incremento no seu IDHM de 283,57% nas últimas duas décadas, abaixo da média de crescimento nacional e estadual. Entre 1991 e 2000 o município teve seu índice de desenvolvimento elevado em torno de + 283,57%.
Evolução do Índice de Desenvolvimento Humano em 1991 e 2010:
- 1991: 0,140
- 2000: 0,277
- 2010: 0,537

Veja as pontuações dos aspectos de composição do IDH do município:
- Educação: 0,385
- Longevidade: 0,762
- Renda: 0,528

No ranking estadual, Campo Alegre do Fidalgo ocupa a 187ª posição, em relação aos 224 outros municípios de Piauí.

#### Índice de Gini
O Índice de Gini, representante da medida do grau de concentração de renda, aponta a grandes diferença entre os rendimentos dos mais pobres e dos mais ricos. No município a desigualdade aumentou bastante, passou de 0,42 em 1991 para 0,65 em 2010.
A renda per capita média de Campo Alegre do Fidalgo cresceu 228,78% nas últimas duas décadas, já a extrema pobreza passou de 67,02% em 1991 para 44,80% em 2010.

## Clima
O município pertence a mesorregião climática do semiárido piauiense e está situado a uma altitude média de 330 metros acima do nível do mar.
Apresenta um clima semiárido tropical de tipo seco no cenário médio relativo a umidade. As temperaturas médias anuais são de 26.9 °C. As temperaturas mínimas podem chegar aos 18 °C e as máximas aos 35 °C. O mês de temperaturas mais amenas no município é julho, com uma média de 24,9 °C. Já o mês de outubro representa o período mais quente no município com médias variando em torno dos 28,2 °C. Existe uma diferença de 148 mm entre a precipitação do mês mais seco e do mês mais chuvoso. 3.5 °C é a variação das temperaturas médias durante o ano.
A precipitação pluviométrica média anual vária com isoietas anuais em torno de 500 mm, que geralmente se distribuem entre os trimestres janeiro-fevereiro-março e dezembro-janeiro-fevereiro, sendo esses meses mais chuvosos.

## Economia
| |        |
| \| Impostos líquidos \| 3,5 % \| \| Serviços \| 79,6 % \| \| Agropecuária \| 7,7 % \| \| Indústria \| 9,2 % \| |        |
| Impostos líquidos                                                                                              | 3,5 %  |
| Serviços | 79,6 % |
| Agropecuária                                                                                                   | 7,7 %  |
| Indústria | 9,2 %  |

A economia local é basicamente centralizada em atividades de prestação de serviços e geração industrial. A agricultura praticada no município é baseada na produção sazonal de feijão, milho e mandioca, tal atividade detêm 7,7% do Produto Interno Bruto do município.
Veja no quadro a composição do PIB do município.